# バート・グラント
バート・グラント（Bert Grant、1878年 – 1951年）は、アメリカ合衆国の作曲家、ピアニストで、米国作曲家作詞家出版者協会 (ASCAP) の設立会員。

## 経歴
1878年、ニューヨークに生まれた。
ティン・パン・アレーの音楽出版社とブロードウェイ・シアターの各社の両方とともに仕事をした。
グラントは、ニュージャージー州ローゼル・パークからの最初のミュージカルの放送を行なった。

## おもな作品
- Along the Rocky Road to Dublin
- Arrah Go On, I'm Gonna Go Back To Oregon
- Blue Bird
- If I Knock the 'L' out of Kelly
- In the Light of the Same Old Moon
- The Trolley Car Swing
- The Worst Is Yet to Come
- When the Angelus is Ringing
- When The Sun Goes Down In Romany: My Heart Goes Roaming Back To You
- When You're Away

## おもなブロードウェイ作品
- Cinderella on Broadway[5]

## 栄誉
アメリカ議会図書館にあるナショナル・ジュークボックス (National Jukebox) には、グラントの作品が17曲収録されている。